# Gura Vadului
Gura Vadului è un comune della Romania di 2 469 abitanti, ubicato nel distretto di Prahova, nella regione storica della Muntenia. 
Il comune è formato dall'unione di 3 villaggi: Gura Vadului, Perșunari, Tohani.